# بلاک
در رایانش، به‌ویژه مبحث انتقال داده و ذخیره‌سازی، بلاک (به انگلیسی: Block) دنباله‌ای از بیت‌ها یا بایت‌ها است که طول ثابتی دارد (که به آن طول بلاک می‌گویند). فرایند قرار دادن داده‌ها در بلاک‌ها را بلاک‌بندی می‌گویند و داده‌هایی که از چنین ساختاری برخوردارند، داده‌های بلاک‌بندی‌شده نام دارند. بلاک‌بندی برای تسهیل کردن نقل و انتقال اطلاعات استفاده می‌شود. هر بلاک معمولاً به یک‌باره از روی دیسک (یا هر دستگاه دیگر) خوانده شده و به حافظه آورده می‌شود. بلاک‌بندی کردن اطلاعات سبب بهبود عملیات ورودی/خروجی می‌شود. در بین هر دو بلاک، یک فضای بلااستفاده وجود دارد که به آن گپ می‌گویند. این فضا برای تنظیم کردن سرعت هد، تشخیص ابتدا و انتهای هر بلاک و ... مورد نیاز است. بلاک‌بندی تقریباً در تمام رسانه‌ها از نوار مغناطیسی گرفته تا رسانه‌های چرخشی مانند دیسک سخت و سی‌دی‌رام و همینطور حافظه NAND استفاده می‌شود.